# Nàng Lọ Lem (hài kịch Liên Xô)
Nàng Lọ Lem (tiếng Nga: Золушка) là một vở hài kịch dành cho trẻ em của nhà văn Yevgeny Shvarts, ra đời năm 1940. Vở kịch dựa trên câu chuyện cùng tên của nhà văn Charles Perrault.

## Nội dung

### Nhân vật
- Lọ Lem
- Dì ghẻ và hai cô con riêng
- Hoàng tử
- Đức vua
- Bà tiên

## Chuyển thể
- Nàng Lọ Lem (phim, 1947)